# Împăratul Qianlong
Împăratul erei  Qianlong (Împăratul Chien-lung, născut Hongli — Hung-Li    — n. 25 septembrie 1711, Beijing, Dinastia Qing – d. 7 februarie 1799, Beijing, Dinastia Qing) a fost al șaselea împărat ce a condus dinastia manciuriană Qing, și al patrulea împărat Qing care a guvernat peste China propriu-zisă. A fost al patrulea fiu al Împăratului Yongzheng, domnind, oficial,  din 11 octombrie 1735 până la 8 februarie 1796. La 8 februarie a abdicat în favoarea fiului său, Împăratul Jiaqing - un act de respect filial, în scopul de a nu domni mai mult decât bunicul său, ilustrul Împărat Kangxi. În ciuda retragerii sale, el a păstrat puterea supremă până la moartea sa, în 1799. Deși primii săi ani au văzut continuarea unei ere de prosperitate în China, în ultimii săi ani de viață  problemele interne și externe au început să conveargă peste Imperiului Qing.

## Familie
Consoarte si copii:
Imparateasa
- Imparateasa Xiaoxianchun, din clanul Fuca  ( 28 martie 1711 –  8 aprilie 1748)
  - Prima Fiica (3 Novembrie 1728 – 14 Februarie 1730)
  - Yonglian, Printul Mostenitor Duanhui (9 August 1730 – 23 Novembrie 1738)
  - Printesa Hejing de  Rang Intai ( 31 Iulie 1731 - 30 Septembrie 1792), a 3-a fiica
  - Yongcong, Printul Zhe de Prim Rang (27 Mai 1746 - 29 Ianuarie 1748), al 7-lea fiu
- Imparateasa Vitrega, din clanul Nara (11 martie 1718 – 14 iulie 1766)
  - Yongji, Prinț de rangul al treilea (7 iunie 1752 – 17 martie 1776), al 12-lea fiu
  - A cincea fiică (23 iulie 1753 – 1 iunie 1755)
  - Yongjing (永璟; 22 ianuarie 1756 – 7 septembrie 1757), al 13-lea fiu
- Imparateasa Xiaoyichun, din clanul Weigiya  ( 23 octombrie 1727 –  28 februarie 1775) (dupa moarte a fost numita imparateasa)
  - Prințesa Hejing de Rang Intâi (10 August 1756 - 9 Februarie 1775), a 7-a fiica
  - Yonglu ( 31 August 1757 - 3 Mai 1760) , al 14-lea fiu
  - Prințesa Heke de Rang Secundar (17 August 1758 - 14 Decembrie 1780), a 9-a fiica
  - Yongyan, Împăratul Jiaqing ( 13 Noiembrie 1760 - 2 Septembrie 1820), al 15-lea fiu
  - Avort Spontan la 8 luni (13 Novemberie 1759)
  - Yongquan (13 Ianuarie 1763 – 6 Mai 1765), al 16-lea fiu
  - Yonglin, Print Qingxi de Rang Intai (17 Iunie 1766 - 25 Aprilie 1820), al 17-lea fiu

Nobila Consoarta Imperiala
- Nobila Consoarta Imperiala Huixian, din clanul Gao (1711 – 25 Februarie1745)
- Nobila Consoarta Imperiala Zhemin, din clanul Fuca  (d. 20 August 1735)
  - Yonghuang, Printul Ding'an de Rang Intai (5 Iulie 1728 – 21 Aprilie 1750)
  - A doua fiica (1 Iunie 1731 – 6 Ianuarie 1732)
- Nobila Consoarta Imperiala Shujia, din clanul Gingiya (14 Septembrie 1713 – 17 Decembrie 1755)
  - Yongcheng, Printul Lüduan de Rang Intai (21 Februarie 1739 – 5 Aprilie 1777), al 4-lea fiu
  - Yongxuan, Printul Yishen de Rang Intai ( 31 August 1746 – 1 Septembrie 1832), al 8-lea fiu
  - Yongyu (2 August 1748 – 11 Iunie 1749), al 9-lea fiu
  - Yongxing, Printul Chengzhe de Rang Intai (22 Martie 1752 – 10 Mai 1823)
- Nobila Consoarta Imperiala Chunhui, din clanul Su  (13 Iunie 1713 – 2 Iunie 1760)
  - Yongzhang, Princtul Xun de Rang Secund (15 Iulie 1735 – 26 August 1760), al 3-lea fiu
  - Yongrong, Printul  Zhizhuang  de Rang Intai  28 Ianuarie 1744 – 13 Iunie1790), a 6-lea fiu
  - Printesa Hejia de Rang Secund (24 Decemberie 1745 – 29 Octobrie 1767), a 4-lea fiu

- Nobila Consoarta Imperiala Qinggong, din clanul Lu (12 August 1724 – 21 August 1774)

Consoarta Nobila
- Nobila Consoarta Xin, din clanul Daigiya  (26 Iunie 1737 – 28 Mai 1764)
  - A Sasea fiica (24 August 1755 – 27 Septembrie1758)
  - A Opta fiica (16 Ianuarie 1758 – 17 Iunie 1767)
  - Avort Spontan la 8 luni (28 Mai 1764)

- Nobila Consoarta Yun, din clanul Keliyete  (15 Iunie 1714 – 9  Iulie 1792)
  - Yongqi, Print Rongchun de Rang Intai (23 Martie 1741 – 16 Aprilie 1766), al 5-lea fiu
- Nobila Consoarta Xun, din clanul Irgen Gioro (29 Octobrie 1758 – 10 Ianuarie 1798)
- Nobila Consoarta Ying, din clanul Barin (7 Mai 1731 – 14 Mai 1800)
- Nobila Consoarta Chen, din clanul Chen  (1 Februarie 1717 – 10 Martie1807)

- Consoarta Shu, din clanul Yehe-Nara (7 Iulie 1728 – 4 Iulie 1777)
  - Yongxiu (12 Iunie 1751 – 7 Iulie 1753), al 10-lea fiu
- Consoarta Yu, din clanul Oirat Borjigin (7 Iulie 1728 – 4 Iulie 1777)
  - Avort Spontan (1759 sau 1760)
- Consoarta Rong, din clanul Xojam (12 Februarie 1730 – 31 Ianuarie 1774)
- Consoarta Dun, din canul Wang (27 Martie 1746 – 6 Martie 1806)
  - Printesa Hexiao de Rang Intai (2 Februarie 1775 – 13 Octobrie 1823)  a 10-a fiica
  - Avort Spontan (1777/1778)

Concubine Imperiala
- Concubine Imperiala Cheng, din clanul Niohuru (d. 29 Mai 1784)
- Concubina Imperiala Dong, din clanul Lin (1733–1805)

Doamna Nobila
- Doamna Nobila Shun, din clanul Niohuru  (3 Ianurie 1748 – 1790)
  - Avort Spontan (1776)
- Doamna Nobila Rui, din clanul Socoro (d. 26 Iunie 1765)